# Олимпийска поройна амбистома
Олимпийските поройни амбистоми (Rhyacotriton olympicus) са вид земноводни от семейство Rhyacotritonidae.
Срещат се в ограничен район в северозападния край на американския щат Вашингтон
Таксонът е описан за пръв път от американската зооложка Хелън Томпсън Гейдж през 1917 година.